# Forgácsfalva
Forgácsfalva (szlovákul: Lom nad Rimavicou, korábban Forgáčka) község Szlovákiában, a Besztercebányai kerületben, a Breznóbányai járásban.

## Fekvése
Breznóbányától 32 km-re délre fekszik. Érinti a Breznóbányát Herencsvölggyel összekötő 529-es út.
Forgácsfalva nyugatról Herencsvölgy, északnyugatról Szikla, északról Darabos, északkeletről Feketebalog, keletről Klenóc és Újantalvölgy, délkeletről Rimakokova, délről pedig Látka községekkel határos. Nyugati és északkeleti határa a történelmi Gömör-Kishont és Zólyom vármegyék, déli határa pedig Gömör-Kishont és Nógrád vármegye határa.
17,4040 km²-es területe csak kis mértékben nőtt 1921 óta (16,92 km²).

## Története
1791-ben említik először, első lakói lengyel telepesek voltak. A falu egykori birtokosáról, a gróf Forgách családról kapta a nevét. 1799-ben „Forgaczfalva” néven írják, plébániáját 1799-ben alapították. 1802-ben „Lom” néven említik, temploma 1818-ban épült. 1828-ban 58 házában 473 lakos élt, akik állattartással, erdei munkákkal, fuvarozással foglalkoztak. A 19. században üveghuta, papírmalom és fűrészüzem működött a területén.
Fényes Elek 1851-ben kiadott geográfiai szótárában így ír a faluról: „Forgácsfalva, tót falu, Gömör és Kis-Hont egyesült vármegyékben, mellynek határa a kokavaiból szakíttatott el: 437 kath. lak. Kath. paroch. templom. F. u. gróf Forgách. Van üveghutája, s Rima-Szombathoz 6 óra.”
Borovszky Samu monográfiasorozatának Gömör-Kishont vármegyét tárgyaló része szerint: „Forgácsfalva, Zólyom vármegye határán fekvő kisközség, körjegyzőségi székhely, 189 házzal és 1020 róm. kath. vallású lakossal. Lengyel település s 1796-ban a Forgách család népesítette be. Lakosai a később ide települt tótságba olvadtak. A gróf Forgách családon kívül a báró Jeszenák család is ura volt, de azután ismét visszakerült a Forgáchok birtokába; tőlük Dub Albert vásárolta meg, ki legújabban Lamarche Albertnek adta el. A mult század első felében itt üveghuta is működött, most pedig Klein Zsigmondnak van gőzfűrésze. A községben fakad a Rima, a templom mögötti fenyves északi oldalán pedig a Garam egyik ága. Róm. kath. temploma 1821-ben épült. Ide tartoznak Gyurkóka, Ó-Antalvölgy és Pleskova telepek is. Posta van a községben, távírója és vasúti állomása pedig a távoli Rimabánya.”
1913-ban Darabossal egyesítették. A trianoni diktátumig Gömör-Kishont vármegye Rimaszombati járásához tartozott.
1921-ben már újra önálló község.

## Népessége
| Év:            | 1994. | 2004.    | 2014.    | 2024.    |
| -------------- | ----- | -------- | -------- | -------- |
| Emberek száma: | 360   | 309      | 274      | 217      |
| Eltérés:       |       | -14,16 % | -11,32 % | -20,80 % |

| Év:            | 2023. | 2024.   |
| -------------- | ----- | ------- |
| Emberek száma: | 218   | 217     |
| Eltérés:       |       | -0,45 % |

1910-ben 1023, túlnyomórészt szlovák anyanyelvű volt.
1921-ben 944 lakosa volt, ebből 941 szlovák nemzetiségű, 939 római katolikus vallású.
2001-ben 326 szlovák lakosa volt.
2011-ben 294 lakosából 283 szlovák volt.

## Nevezetességei
- Kisboldogasszony tiszteletére szentelt római katolikus temploma 1812 és 1818 között épült klasszicista stílusban.

## Külső hivatkozások
- Községinfó
- Forgácsfalva Szlovákia térképén
- Az iskola ismertetője
- Fotó a községről
- E-obce.sk